# Carl Koppelman
Carl William Koppelman (n. 16 de diciembre de 1962) es un contador profesional estadounidense y dibujante forense voluntario no remunerado. Desde 2009, Koppelman ha dibujado más de 250 reconstrucciones y progresiones de edad de personas desaparecidas y no identificadas.

## Fascinación por la vida y la muerte
Koppelman atribuye su fascinación por el crimen y los misterios sin resolver al hecho de haber crecido en la década de 1970, cuando la cobertura de los asesinos en serie era cada vez mayor. El primero de ellos ocurrió cuando tenía 9 años, durante los Juegos Olímpicos de Múnich 1972, cuando unos terroristas asesinaron a 11 atletas israelíes. Koppelman ha citado esto como uno de los primeros recuerdos del mal que las personas se hacen entre sí. El siguiente suceso clave ocurrió en 1977, cuando Koppelman tenía 14 años. Un amigo del hermano de Koppelman, John LaMay, de 17 años, fue asesinado por el "asesino de la bolsa de basura" Patrick Kearney. Este incidente afectó directamente a la esfera comunitaria de Koppelman. El tercer incidente notable no afectó directamente a Koppelman, pero fue una experiencia formativa para él. En 1979, cuando Koppelman tenía 16 años, Lucinda Lynn Schaefer, de 16 años, fue asesinada por los "asesinos de la caja de herramientas" en la vecina Redondo Beach, California, Koppelman recuerda haber seguido las noticias del caso en el periódico.

## Vida adulta
Durante su juventud, tuvo varios trabajos esporádicos, muchos de ellos sin relación entre sí. Entre ellos, trabajó de construcción, en la carnicería de una tienda de comestibles y un trabajo metalúrgico en la industria aeroespacial. Koppelman nunca ejerció una profesión que requiriera arte, pero lo había hecho de forma recreativa durante la mayor parte de su vida. Aunque no disfrutó con ninguno de los trabajos que desempeñó, fue a la Universidad Estatal de Long Beach a estudiar contabilidad. Después de la universidad, trabajó como auditor interno para el Tribunal Municipal del Condado de Los Ángeles y como contable jefe para Princess Cruises, con sede en Santa Clarita, California. Posteriormente, trabajó como analista financiero sénior para The Walt Disney Company en Burbank, California hasta 2009, cuando el deterioro de la salud de su madre le impidió desplazarse hasta allí. Koppelman se convirtió entonces en el cuidador a tiempo completo de su madre en su casa de El Segundo, California. En aquel momento, su madre tenía 86 años. Debido a la gran cantidad de cuidados que necesitaba su madre, la mayor parte de la interacción de Koppelman con el resto del mundo tuvo lugar en línea durante este tiempo. En 2017, tras la muerte de su madre, Koppelman vendió su casa y volvió a trabajar.

## Participación forense

### Interés inicial
Koppelman se interesó verdaderamente por primera vez en el crimen y la ciencia forense en agosto de 2009, tras la tormenta mediática que rodeó la aparición con vida de Jaycee Dugard. Koppelman cuenta que estaba sentado en casa de su madre con el ordenador, mirando artículos de noticias en línea sobre el caso y fotos de Dugard. En su búsqueda de material sobre el caso, Koppelman se topó por primera vez con Websleuths, un foro web para aficionados a la investigación criminal. Koppelman comenzó a explorar el sitio web, y se encontró gravitando específicamente hacia el foro de desaparecidos y no identificados. Con el tiempo, Koppelman pasó de leer los debates a participar en ellos, dedicando hasta 12 horas al día a buscar pistas en fuentes como anuarios antiguos y páginas de Classmates.com. Usaba el nombre de usuario CarlK90245. Ha declarado que las habilidades que aprendió como contador lo ayudaron en sus actividades como detective web, incluida la gran hoja de cálculo que mantiene con los listados de NamUs. Koppelman continuó colaborando y finalmente fue nombrado administrador no remunerado del foro.

### Trabajo como dibujante
El trabajo de Koppelman como dibujante aficionado comenzó en 2009, cuando observó que las reconstrucciones policiales de fallecidos no identificados y anteriormente no identificados a menudo no se parecían a sus sujetos, además de verse rígidas y no animadas. La primera reconstrucción de Koppelman fue la de un varón hallado muerto por causas accidentales en un motel de Filadelfia en 2006, posteriormente identificado como Joseph Cole. Después de esto, Koppelman continuó creando reconstrucciones. Inicialmente, Koppelman realizaba las reconstrucciones basándose en los casos en los que había fotos post mortem disponibles públicamente en Internet, aunque a medida que crecía su relación, Koppelman comenzó a trabajar con las autoridades en los casos. El sitio web de Nancy Monahan sobre personas desaparecidas y no identificadas en Pensilvania pidió utilizar una de las reconstrucciones de Koppelman, la de un varón no identificado que murió en un hospital de Los Ángeles tras un coma provocado por una contusión en la cabeza, y que posteriormente fue identificado como George Pollard, de Harrisburg, Pensilvania. La reconstrucción de Koppelman se atribuyó directamente a ayudar a coincidir con la identificación, ya que los seres queridos de Pollard vieron la reconstrucción en el sitio web de Monahan y notaron las similitudes entre la reconstrucción y George Pollard. A menudo se atribuye al caso de Pollard la primera contribución significativa de Koppelman como artista forense.
Desde que comenzó su participación forense, Koppelman ha ayudado a cerrar 8 casos hasta 2019. No tiene criterios específicos sobre cómo elige los casos que reconstruirá. Los propios renders de Koppelman han sido acreditados en las identificaciones de 3 difuntos no identificados. El propio Koppelman ha encontrado 5 identidades, y sus contribuciones han ayudado a recuperar con vida a 2 desaparecidos, presuntamente muertos. Koppelman, que casi siempre es un voluntario no remunerado, publica todas sus reconstrucciones en Websleuths. También envía sus reconstrucciones completas a NamUs, que decide si las muestra o no en la lista del caso. Koppelman también trabaja a pedido con las fuerzas del orden locales y es voluntario en el Proyecto DNA Doe, donde ayuda a realizar investigaciones genealógicas además de proporcionar reconstrucciones. Además de las reconstrucciones de difuntos no identificados, Koppelman también recibe solicitudes de familias de personas desaparecidas para crear progresiones de edad de sus seres queridos desaparecidos. Él recibe un gran volumen de solicitudes de este tipo y, desde el punto de vista logístico, no puede atenderlas todas. La prensa se ha hecho eco de la participación de Koppelman en varios casos de Websleuths, entre los que destacan los más famosos de Tammy Alexander y Sherri Jarvis. Una de las propietarias de Websleuths, Tricia Griffith, ha agradecido personalmente a Koppelman sus contribuciones.
Tras la muerte de su madre en 2017, volvió a trabajar como contador, pero sigue creando reconstrucciones forenses.

### Proceso de artes forenses
Según Koppelman, cada reconstrucción requiere varios borradores, y algunas requieren docenas. Él crea sus reconstrucciones con Corel Photo-Paint, un software que recibió como regalo. Koppelman comienza cada reconstrucción con una foto modelo de una persona viva con un aspecto similar al que habría tenido el difunto en vida, que utiliza para mantener el realismo de sus reconstrucciones. Tras varios años de experiencia en reconstrucciones forenses, es experto en averiguar la raza, el sexo, la edad y la complexión de un difunto a partir de restos muy degradados, como restos carbonizados o cráneos. Koppelman fija la foto modelo en un 90% de transparencia, con la intención de evitar que su reconstrucción se vea indebidamente influida por la foto modelo, que pretende servir más bien de orientación. A continuación, crea la reconstrucción mientras estudia detenidamente las fotografías post mortem del difunto. El tiempo necesario para completar cada reconstrucción varía en función de factores como la descomposición y el traumatismo facial. Los casos con daños mínimos suelen llevarle a Koppelman entre 5 y 6 horas de reconstrucción. Sin embargo, incluso en casos de descomposición mínima, el rigor mortis provoca cambios en rasgos faciales como los ojos y la boca.

## Casos notables
A la participación de Carl Koppelman se le ha atribuido un progreso significativo en múltiples casos y, en algunos casos, como el de Tammy Jo Alexander, Koppelman fue incluso quien vinculó a la difunta con su identidad correcta. En el caso de Sherri Ann Jarvis, Koppelman fue el administrador de una página de Facebook que ayudó a mantener la atención pública sobre el caso. En los casos de Aundria Bowman y Linda Pagano, la participación de Koppelman en los casos pudo umentar la presión sobre las autoridades para avanzar en los casos.

### "Cali Doe" Tammy Jo Alexander

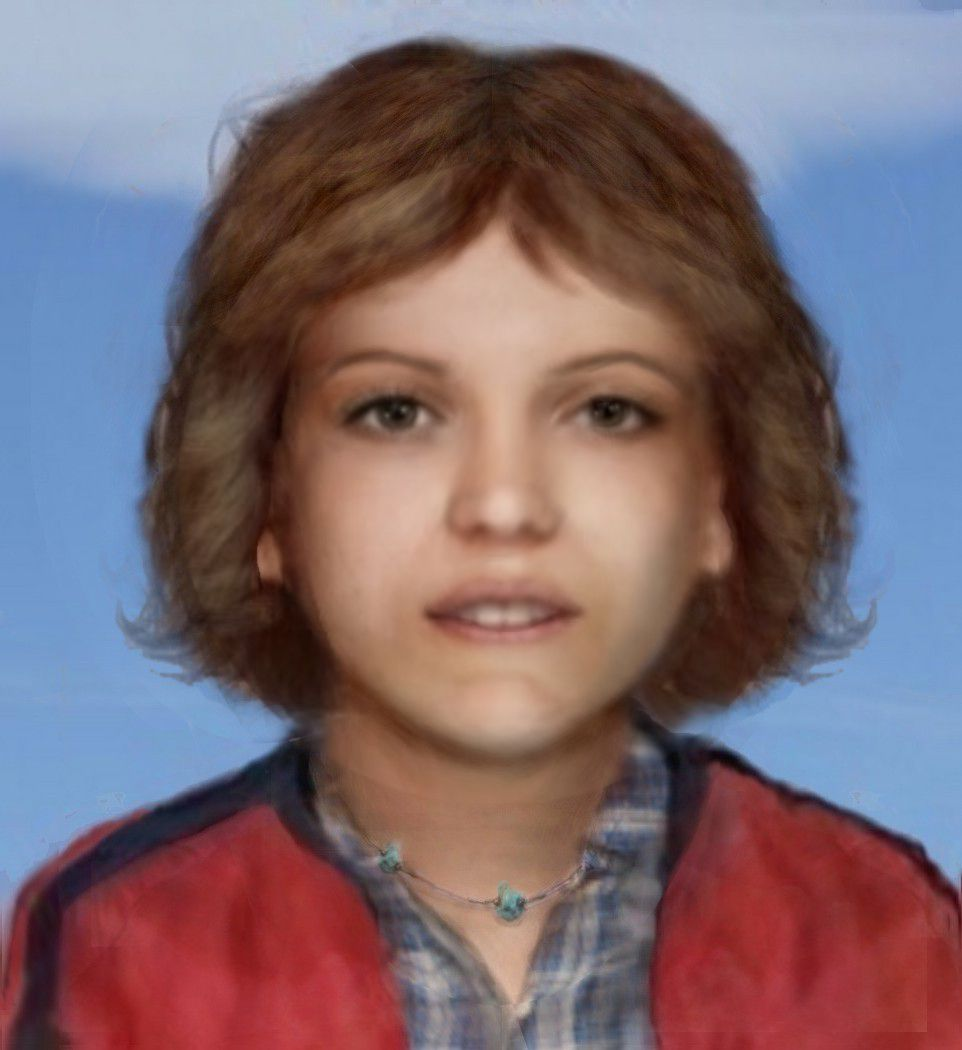
Reconstrucción por Koppelman de Tammy Alexander.

En 1979, una adolescente recibió un disparo en la espalda y la cabeza y la arrojaron en un campo de maíz en Caledonia, al norte del estado de Nueva York. La chica, que los inspectores creían que era una fugitiva o una autoestopista, no fue identificada y pasó a ser conocida como "Caledonia Jane Doe" o "Cali Doe". Koppelman hizo su primera reconstrucción de Cali Doe en 2010, pero la reconstruiría más de 20 veces más en los años siguientes. Koppelman declaró estar especialmente involucrado en el caso de Cali Doe, y había dicho que creía que después de pasar tanto tiempo dedicado a reconstruir a Cali Doe, sería capaz de reconocerla en cualquier lugar. Además de reconstruir repetidamente el rostro de la víctima, Koppelman también pasaba horas mirando viejos anuarios de escuelas secundarias en Florida, Arizona y el sur de California, lugares en los que el análisis del polen de la ropa de la víctima indicaba que había estado viviendo poco antes de su muerte. Debido a su historial de fugas, se suponía que Tammy Jo Alexander había comenzado una nueva vida en otro lugar sin contacto con su familia. En otoño de 2014, una amiga de Alexander de la escuela secundaria, preguntándose qué le había ocurrido a su antigua compañera de clase, publicó un listado de personas desaparecidas que incluía una foto de Alexander. Antes de eso, Alexander no había sido catalogada como desaparecida en ningún sitio. En septiembre de ese año, Koppelman encontró la ficha de Alexander en NamUs e inmediatamente sospechó que podía tratarse de Cali Doe. La identificación se confirmó mediante un análisis forense de ADN utilizando el ADN de la media hermana de Alexander, Pamela Dyson. El 25 de enero de 2016, 35 años después de su muerte, Cali Doe fue identificada públicamente como Tammy Jo Alexander, de Florida. Se celebró un funeral para Alexander en el cementerio en el que fue enterrada en Livingston, Nueva York, al que asistió Koppelman.

### "Jane Doe del condado de Walker" Sherri Ann Jarvis

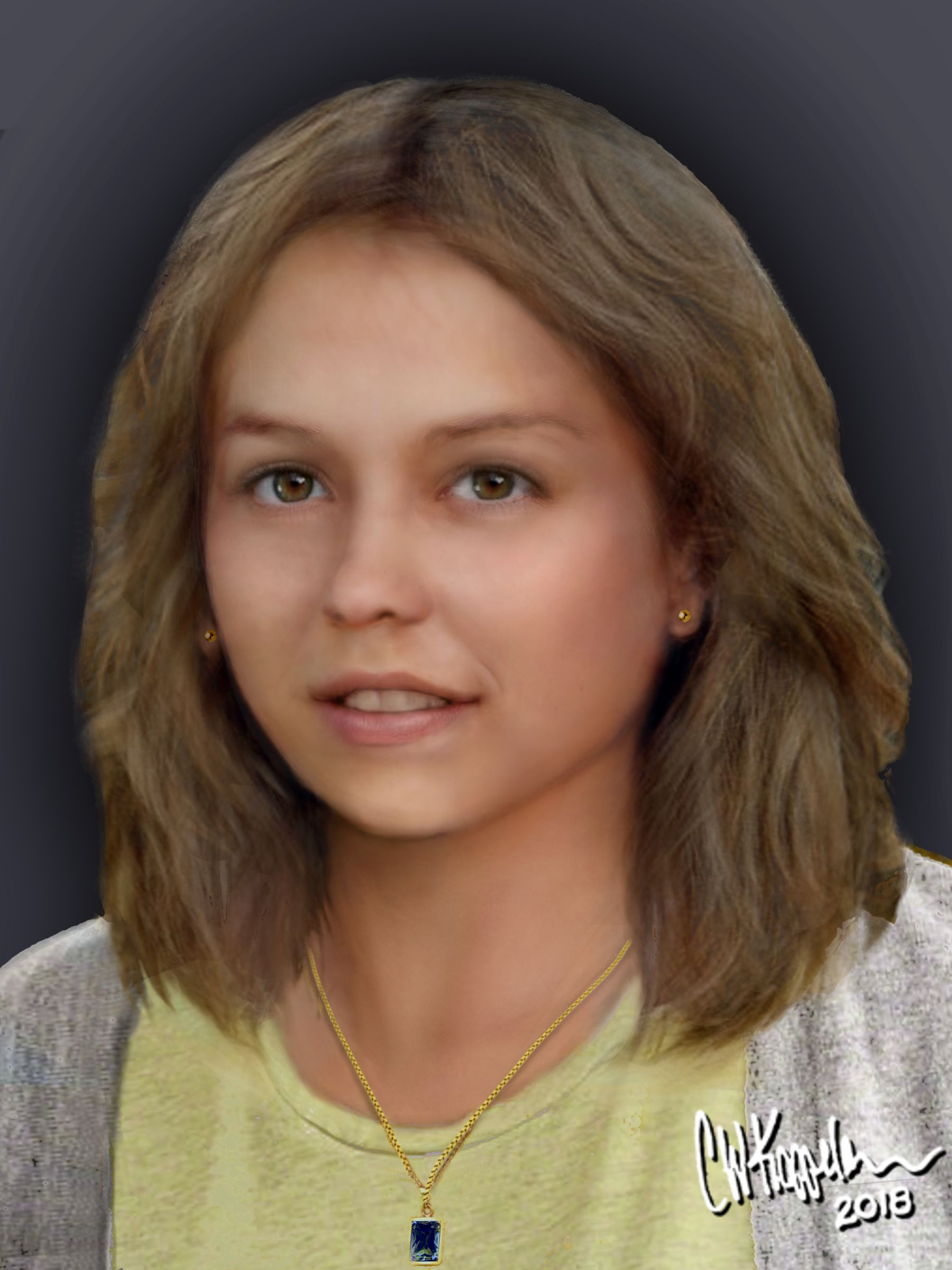
Reconstrucción por Koppelman de Sherri Jarvis.

El 1 de noviembre de 1980, un camionero que pasaba por la Interestatal 45 en Huntsville descubrió el cuerpo desnudo de una joven adolescente junto a la carretera en el condado de Walker, Texas. La chica había sido agredida sexualmente antes de ser estrangulada. Los testigos informan que vieron por última vez a la niña haciendo autostop en la parada de camiones cercana de Hitchin' Post y que le había dicho a una camarera que era de Rockport o Aransas Pass, Texas. Koppelman trabajó en el caso de Jane Doe del condado de Walker durante 12 años, y se enteró del caso por primera vez en 2009, pero no fue hasta después de la identificación positiva de Tammy Jo Alexander que Koppelman se centró mucho en Jane Doe del condado de Walker. Afirmó que después de la identificación de Tammy Alexander, se centró decididamente en la Jane Doe del condado de Walker. Además de realizar múltiples reconstrucciones, pasó una cantidad significativa de horas revisando archivos forenses e informes policiales sobre el caso, así como a buscar en anuarios antiguos de escuelas secundarias de Texas. También inició y mantuvo una página de Facebook dedicada al caso, llamada "¿Quién era Jane Doe del condado de Walker?". Declaró que el caso lo cautivó porque "Era una adolescente que parece haber sido de clase media. Uno pensaría que los padres vendrían a reclamar el cuerpo o denunciarían su desaparición. Pero eso nunca sucedió. Eso en sí mismo era un gran misterio". Koppelman ha informado que el caso de Jane Doe del condado de Walker es en el que dedicó más tiempo. En 2017, incluso viajó a Huntsville para volver sobre sus últimos pasos. En 2021, Jane Doe del condado de Walker fue identificada positivamente como Sherri Ann Jarvis, de 14 años, de Stillwater, Minnesota.

### Aundria Bowman

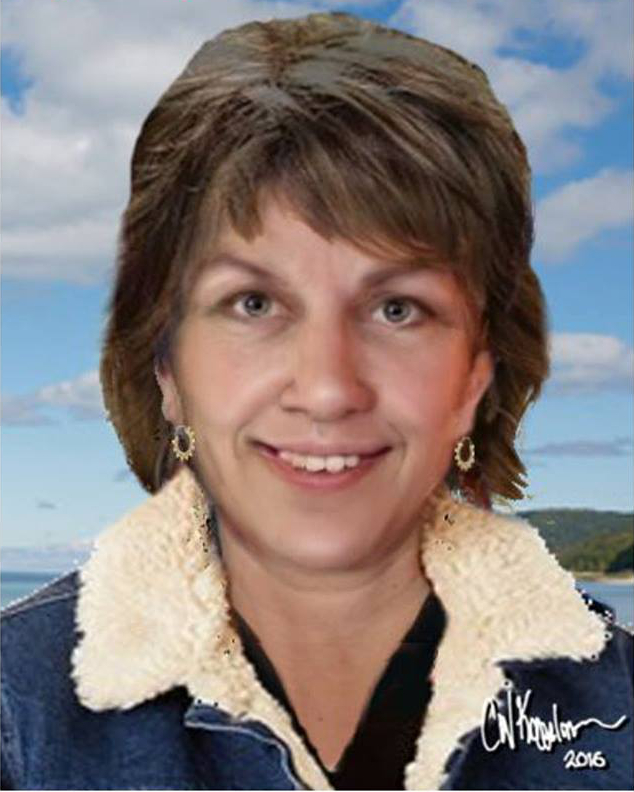
Progresión de edad por Koppelman de Aundria Bowman.

El 11 de marzo de 1989, Aundria Bowman, de 14 años, nacida Alexis Miranda Badger, desapareció de la casa de su familia adoptiva en Holland, Míchigan, después de acusar a su padre adoptivo Dennis Bowman de abusar sexualmente de ella. Dennis Bowman denunció su desaparición y afirmó que se había escapado. En 2009, Koppelman tuvo conocimiento del caso de Jane Doe del condado de Racine, posteriormente identificada como Peggy Lynn Johnson. Comenzó a investigar el caso, incluyendo la búsqueda de artículos de noticias y páginas de medios sociales dedicadas, así como en la base de datos de personas desaparecidas. Mientras revisaba los listados de personas desaparecidas en NamUs, Koppelman identificó a Aundria Bowman como una fuerte candidata para ser Jane Doe del condado de Racine. La teoría era que Aundria se había escapado y había sido asesinada años después, en 1999. Él comenzó a investigar la desaparición de Aundria en Internet y acabó encontrando una página de Classmates.com de Aundria que todavía se mantenía activa. Se contactó a la dueña de la página, quien reveló ser la madre biológica de Aundria, Cathy Terkanian. Terkanian se enteró por primera vez de la desaparición de su hija en 2010, cuando se le pidió que proporcionara una muestra de ADN para compararla con la Jane Doe del condado de Racine (posteriormente identificada como Peggy Johnson). Koppelman y Terkanian intercambiaron una larga correspondencia, entablando una amistad mientras investigaban la desaparición de Aundria, incluso después de que el ADN de Terkanian descartara a Aundria como Jane Doe del condado de Racine. Dennis Bowman, el padre adoptivo de Aundria, surgió como el sospechoso más viable de su desaparición. Dennis Bowman tenía antecedentes penales preexistentes, incluida agresión sexual, en el momento de la desaparición de Aundria. Koppelman y Terkanian hicieron cuatro viajes a Míchigan para entrevistar a amigos de Aundria y presionar a las autoridades para que investigaran. Cuando Dennis Bowman llegó a la comisaría para denunciar a Terkanian por acoso, la policía recolectó su ADN y lo vinculó con un asesinato cometido en 1980. Cuando Dennis Bowman fue declarado culpable del asesinato de Kathleen Doyle, confesó haber el asesinato de su hija adoptiva. El cuerpo de Aundria fue recuperado en febrero de 2020 debajo de una losa de concreto en el patio trasero de Dennis Bowman. En 2021, Dennis Bowman fue condenado por el asesinato de Aundria.

### "Strongsville Jane Doe" Linda Pagano

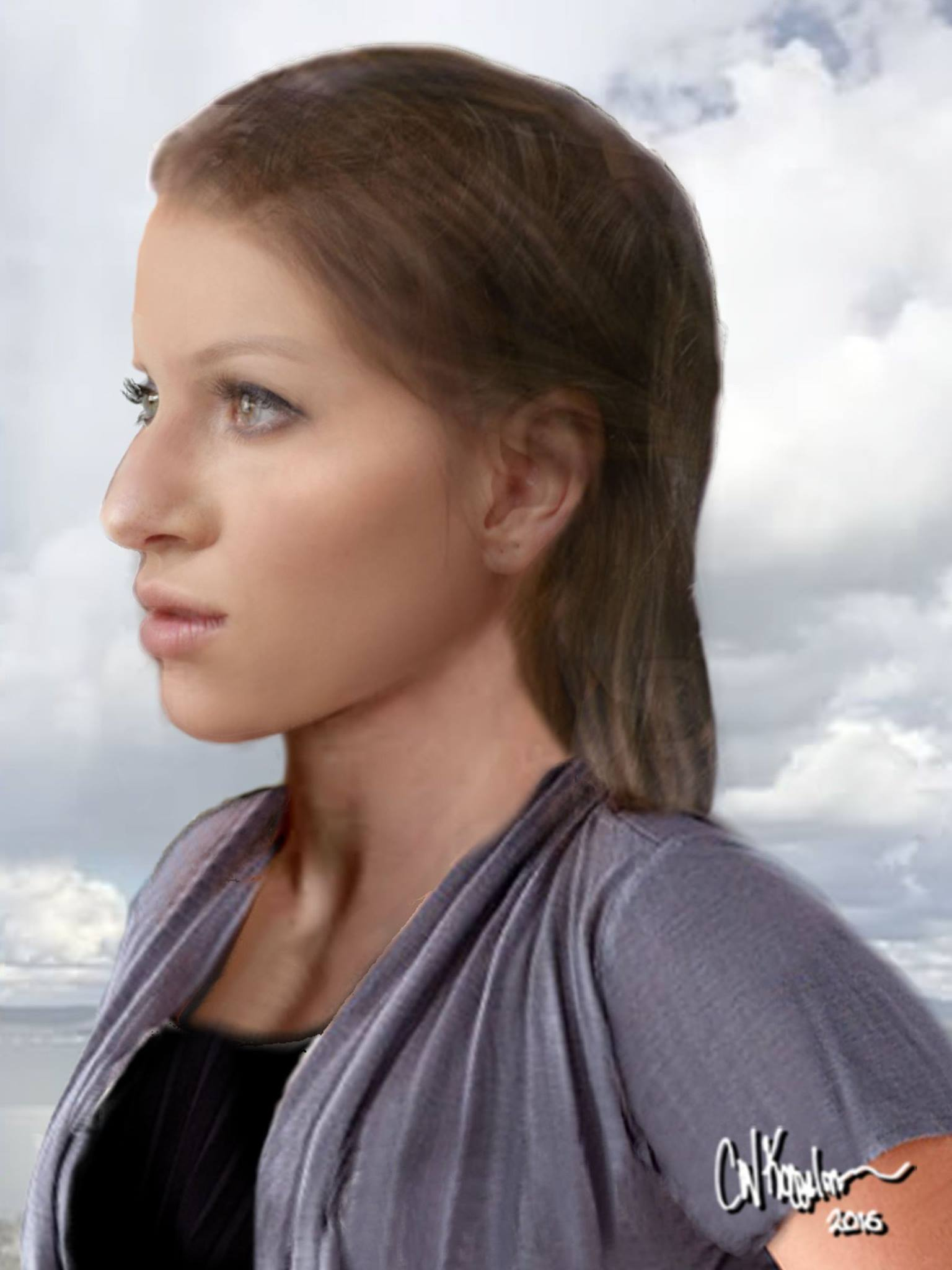
Reconstrucción de Koppelman de Linda Pagano.

En septiembre de 1974, Linda Pagano, de 17 años, fue expulsada de la casa de su padrastro en Akron, Ohio, tras una discusión. Pagano no volvió a ser vista con vida. En febrero de 1975 se descubrió un esqueleto parcial en la orilla de un río en un parque en Strongsville, Ohio. Se determinó que el esqueleto era una joven blanca y que había sido asesinada con un disparo en la cabeza. Como el esqueleto seguía sin ser identificado, fue enterrado en una tumba anónima. En 2014, Christina Scates, una estudiante universitaria local, estaba realizando una investigación genealógica en los registros del cementerio cuando redescubrió el enterramiento sin identificar. Scates publicó su hallazgo en Reddit, expresando su sorpresa porque parecía haber poca investigación sobre la identidad de la joven. En 2015, su publicación atrajo la atención de Carl Koppelman, y posteriormente publicó una reconstrucción del cráneo de la Jane Doe de Strongsville, pero no condujo a una identificación. Poco después de ver la publicación de Scates, la Oficina del Médico Forense del Condado de Cuyahoga se puso en contacto con Koppelman para trabajar en un caso no relacionado. Koppelman pidió fotografías de mayor calidad del esqueleto no identificado y se dio cuenta de que un error administrativo había impedido que el caso figurara en NamUs. Un año después de que Koppelman indagara sobre el caso, las autoridades de Akron se acercaron al condado de Cuyahoga con la teoría de que Strongsville Jane Doe podría ser Linda Pagano. El 12 de julio de 2018, la Jane Doe de Strongsville fue identificada públicamente como Linda Pagano.